# Oxytate kanishkai
Oxytate kanishkai es una especie de araña cangrejo del género Oxytate, familia Thomisidae. Fue descrita científicamente por Gajbe en 2008.

## Distribución
Esta especie se encuentra en India.

## Tratamiento taxonómico
La especie aparece registrada y publicada en A new species of Dieta spider (Araneae: Philodromidae) from Jabalpur, Madhya Pradesh, India. Records of the Zoological Survey of India 108(1): 59–61.